# 石山賢吉
石山 賢吉（いしやま けんきち、1882年〈明治15年〉1月2日 - 1964年〈昭和39年〉7月23日）は、日本の実業家、ジャーナリスト、政治家。ダイヤモンド社創業者であり、東宝劇場や理研電線の役員、東京市会議員、衆議院議員、日本雑誌協会会長、日本読書推進協会会長、東京新潟県人会会長などを歴任した。位階勲等は従四位勲三等。

## 人物概要
新潟県西蒲原郡曽根村（現在の新潟市西蒲区）生まれ。出生直後に父と死別し、同県中蒲原郡白根町（後の白根市、現在の新潟市南区）にあった母方の実家にて幼年期~青少年期を過ごした。白根尋常高等小学校卒業後、白根郵便局、加茂郵便局勤務を経て 22歳の時上京。日本大学別科中退後、慶應義塾商業学校（慶大の夜間商業学校）を卒業した。
『三田商業界』『実業之世界』などの記者を経て、1913年（大正2年）5月、経済誌『ダイヤモンド』を創刊。株式経済に関する独自の分野を開拓すると共に経営関係図書の出版にも進出した。生涯をダイヤモンド社の経営に注ぎ、社長・会長を務めたほか、記者としても第一線で活動した。
また、1937年（昭和12年）から1943年（昭和18年）まで東京市会議員を務めたほか、東宝劇場および理研電線の役員、日本雑誌協会会長を歴任した。芦田均と親交が深く、1947年（昭和22年）の第23回衆議院議員総選挙では芦田の属する民主党から新潟県第1区に出馬して衆議院議員に当選したものの、同年公職追放となり失職した。

### 元総理大臣福田赳夫らから贈呈された寿像
石山が亡くなる1年前、81歳の1963年（昭和38年）、衆議院議員福田赳夫が発起人となり、有志から醵金をして、石山の長寿祝いとして寿像を贈った。これに対し石山は「ダイヤモンド」誌で、次のように謝意を述べている。

## 生涯

### 出生
1882年（明治15年）1月2日、新潟県西蒲原郡曽根村（現在の新潟市西蒲区）に生まれる。
出生直後に父と死別し、同県中蒲原郡白根町（後の白根市、現在の新潟市南区）にあった母方の実家にて幼年期～青少年期を過ごした。白根尋常高等小学校卒業後、白根郵便局、加茂郵便局に勤務する。郵便局員時代、「日本外史」や「十八史略」を学び、また「八犬伝」など局の蔵書を読みあさる。何かをしなければ、という張り詰めた想いから22歳の時上京し、法律家になる希望をもって日本大学別科へ入学する。
しかし、親友丸山謹次の兄孫造から「これからは法律より経済」だという忠告をうけ、石山は日大在学6ヶ月の頃、慶應義塾商業学校（現・慶應義塾大学商学部）へ転校した。学生時代から野依秀市の知己を得、「三田商業界（慶應義塾交友雑誌。後に「実業之世界」と改題）」の編集に従事しジャーナリストの道を歩み始める。明治39年慶應義塾大学を卒業後、5年間実業之世界社で働き、その後新聞記者として、サンデー社に勤務。日本新聞では株式記者を経験する。その間、古河鉱業の鈴木恒三郎から「決算報告の見方」を教わり、また、伊藤欽亮社主から一般経済の教えを受ける。こうした経済知識の勉強と取材努力を重ねるうちに、会社評論以外に一般経済記事も書くようになっていった。

### 雑誌"ダイヤモンド"の創刊
1913年（大正2年）の雑誌ダイヤモンドを創刊。初号は千部印刷し、全部見本誌として関係方面に寄贈した。
創刊第2号は2000部発行して8割が返品という惨憺たる状況で、その後1年間は経営難が続いた。その頃石山は、実業家福澤桃介の助けで糊口を凌いでいた。福沢は、電力会社の分析を石井に教え、また小林一三、松永安左エ門、鐘紡の武藤山治、富士紡績の和田豊治ら広く財界人を紹介した。服部金太郎（セイコー）や藤原銀次郎（王子製紙）は、毎月20円を1年間援助した。こうした慶應義塾の交詢社人脈が石山を支えた。
創刊以来3年間は貧苦の状態だったが、『ダイヤモンド誌』は売れ出した。会社評論が評判になったのだ。決算報告書を元に会社評論を書く。いまで言うところのファンダメンタル分析だが、これが当時類例がなかったのだ。1915年（大正4年）の秋からは第1次大戦の影響を受けた好景気で、ダイヤモンド誌は5000部刷って売り切れとなり、同７年には2万部を越え、現在まで続く大雑誌に発展していった。
戦後、石山賢吉は出版界で講談社の野間清治、主婦の友の石川武美と並び、雑誌成功の三人の巨人といわれた。
小林一三はダイヤモンド25年史〔昭和13年発行〕の中で次のように語っている。『ダイヤモンドは何故成功したか、（中略）なぜ石山君のみが断然頭角を現して、今日の偉大なるダイヤモンドの経営に成功するに至ったか。その素因は、何時でも現状に全力を注いでいること、しかも如何なる場合にも、現状に満足しなくて、一歩一歩先のことを考えて進んできたこと、そうして野心を持たなかったという事にある』　『大きくなって、非常に世間から注目されてきている今日に於いても、同君は少しも無理もしていない。その生活は質素であり、人から恵まれるとか、人から嫌われるとか言うような所は少しもない。この敵を持たない点はわれわれの遠く及ばないところである。』

### 石山賢吉の文章

#### わかりやすい文章
石山賢吉は、経済記事は難解なため、誰にでもわかる文章にしなくてはならないと考えた。
判る文章とは何か。石山は多くの書籍を読み研究した。とくに参考にしたのは、頼山陽の「日本外史」、黒岩涙香の「巌窟王」と夏目漱石の「我輩は猫である」である。
そして一大発見をする。それは文章を短い章句にすればよいということである。石山の文章は一句一句が短い。石山の文章が、判りやすいのはこのためである。また独創的雑誌になったのは、「正確な記事を書こう、そのためには、死んでも売文をすまい」と心に堅く決めたことにある。

#### 経済ジャーナリストのパイオニア
ダイヤモンド誌が他誌に比べて認知された要因は、会社分析の基本が決算報告書によって書かれている点にあった。当時、決算報告書の分析は、一般のみならず会社経営者や投資家にさえ十分理解されていない状況だったため、絶大な信頼を獲得した。そして、石山は会社経営の中核にもメスを加え、法人経営における自己資本の蓄積の重要性を力説している。

#### 洛陽の紙価を高からしめた
1915年（大正4年）に｢決算報告の見方｣の初版すると、戦前の用紙統制まで45版を越えるロングセラーとなった。石山賢吉の没後、松永安左エ門、松下幸之助がこの著作をして、「洛陽の紙価を高からしめた」とダイヤモンド誌で述べている。

### 第2次世界大戦と復興
1943年（昭和18年）、政府は軍需産業の強化のため企業整備策を決定した。出版社はとくに用紙統制の名のもとに3400社を200社程度に統廃合するべく出版事業令が出された。200誌の経済投資雑誌が12誌に整理され、さらに四社四誌に統合する案が出た。鮎川義介と情報局がダイヤモンドと東洋経済を買収して研究機関をつくりその社長に就任するという構想も検討されたが、最終的には立ち消えとなった。ダイヤモンド社は、相当の規模と企画力、編集力とを具備するものとされ、出版部と印刷部の存続認可がおりた。産業経済雑誌として「ダイヤモンド」の存続が認められた。
1945年昭和20年8月15日、日本はポツダム宣言を受諾して無条件降伏し、長い戦争が終わった。その後ダイヤモンドは、11月に共紙の表紙で16ページ、中綴じという薄っぺらなもので復刊する。

#### 印刷事業が本業を支える
焼け野原状態に近い東京の印刷工場は壊滅だった。
ダイヤモンドの強みは印刷工場をもっていた点にある。印刷工場を持つという石山の発想は、創刊5年の1918年（大正7年）に内幸町に土地を買い求め、2階建て30坪の本館と12坪の印刷工場を建てたことに始まる。最初の設備では少部数のダイヤモンド日報のみ印刷していた。1925年（大正14年）から組版、印刷、製本にいたるダイヤモンドの一貫生産体制を整えた。その後設備投資を続け、昭和10年頃には、東京府内の印刷工場中でも大工場と称される水準になっていた。
石山は、この戦災を乗り越えるには壊滅状態の中小印刷業を買収することが肝心だと考えた。当時大蔵省の委員をしていた関係で知り合った広瀬豐作大臣と印刷業集約の相談をしている。そして、石山は印刷機の投資に走り、一般の印刷需要に積極的に応じた。結果、ダイヤモンド印刷は都内有数の印刷会社に成長した。本業のダイヤモンドは赤字状態が続いたが、子会社事業である印刷業が復興を担ったのだ。

### 政治活動
石山賢吉は、政治の世界に推されて出馬している。1937年（昭和12年）、石山は東京市会議員選挙に市政革新同盟から立候補し、当選した。そして再選され18年まで6年間その職にあった。
その後の石山の公職には、戦時貯蓄動員本部評議員（昭和18年）、大蔵省行政委員（昭和19年）、大蔵省通貨対策委員（昭和20年）などがある。石山賢吉は、大蔵省の行政委員として戦時財政の運営に参画したときに、後に総理大臣になる福田赳夫と出会っている。
戦後、1947年（昭和22年）、第23回衆議院議員総選挙で芦田均の民主党から推されて新潟県第1区から出馬し、衆議院議員に当選する。ただ、なぜ政治の世界に進んだのか詳細はわかっていない。戦前から芦田均や中野正剛と親しかったことが影響しているかも知れないし、東洋経済の石橋堪山の影響があったのかもしれない。しかし、当選半年後の1947年（昭和22年）10月、ＧＨＱのＧ級公職追放になり、わずか6か月で衆議院議員を解任される。併せて、ダイヤモンド社の会長職を辞することになった。

### アメリカに学ぶ

#### アメリカ視察
追放中から取り組んだのが外国会社の研究である。「会社経営と株主報告。米国及び欧州の実例」（昭和28年刊）という著作になっている。米国、ヨーロッパの企業から会社案内や株主報告書などを取り寄せ、一社一社分析し、記事にしてダイヤモンドに掲載した。1950年（昭和25年）に日本の商法がアメリカ流になるということから、著名な企業を日本の読者に紹介したのである。
1953年（昭和28年）、71歳の時アメリカ視察に旅立つ。30人の旅行団だった。社の五十嵐惣一と長男の石山四郎が同行している。行程75日、訪問した会社は46社、見学した工場は36に及ぶ。連日の過密スケージュールに耐え、その日のうちにホテルで原稿を書くという荘者にも及ばぬ努力を重ねた。現在、A5判300頁の著作「アメリカ印象記」に残っている。
石山は帰朝すると、すぐに社の幹部を集め、アメリカで見たもの、感じたことを伝え、社に応用することを訓示した。そして、1951年（昭和26年）1月1日号のダイヤモンド誌に「アメリカ会社の決算報告」と題する連載記事をスタートさせている。その後「米国会社の株主報告」とタイトルを替え、また「外国会社の株主報告」として昭和28年まで定期的に記事にしている。
この間、記者活動に加えて、1952年（昭和27年）からラジオ放送の「経済観測」という番組に出演するようになった。ラジオ東京、ＮＨＫ、ラジオ大阪などに出演、名士との対談や、株式観測の解説を放送している。また昭和30年代には、社外の新聞、雑誌、その他会報に記事を頼まれ、数多くの原稿執筆をしている。

#### 昭和30年代　黄金期の石山経営
1955年（昭和30年）、石山賢吉は第3回菊池寛賞を受けた。この時期、日本経済は高度成長に伴って“岩戸景気”となり、池田内閣の「所得倍増計画」の発表で成長ムードは一気に加速した。ダイヤモンドの週刊化と月刊「投資生活」の創刊に始まり、臨時号、特大号の発行ラッシュが続いた。
とくに、昭和30年代初めに発掘した国際的経営学の権威、P・F・ドラッカーの諸著作は相次ぐベストセラーになり、“経営書のダイヤモンド”と定評を得るようになった。

#### プレジデントの創刊
石山賢吉の長男石山四郎は、ダイヤモンド社の常務として印刷事業を指揮してきたが、1963年（昭和38年）4月、アメリカのタイム・ライフ・インターナショナルとの合弁事業として、ダイヤモンド・タイム社を立ち上げた。そして「フォーチュン」の日本版「プレジデント」を創刊し、創刊2年目で黒字化する。以来、ダイヤモンド社の経営からは離れたが成功例である。

### 春秋会
石山は、戦前から芦田均と二人で春秋会という勉強会を創立し、多くの経営者、政治家、学者、管理職、一般人が会員となって例会を発展させていた。1962年（昭和37年）12月、石山は藍綬褒章を授与されたが、春秋会での例会挨拶で次のように述べている。「自分は慶應義塾の夜学に学び、現在塾員の待遇を受けているが、いわば福澤諭吉先生の門下生の一人である。先生の訓の中にいわゆる天爵を重んじ、人爵を軽んじていることがある。位階とか勲章とかはなにするものかという気概があった。藍綬褒章を受けて喜ぶとは福澤精神に沿わないと考えた。しかしこのたびの授章の趣旨は、自分が先年発表した決算報告の見方の研究が授章の対象ときいて、内心わが意を得たりと思った。なお、褒章の受章は、文部省の推薦によるもので早大の大浜総長、日大の古田理事長と同列に扱われたことはいささか誇りと思っている。｣

### 創立50周年
1963年（昭和38年）5月、ダイヤモンド社は創立50周年を迎えた。石山は50年を振り返って、過去に書いた事業経歴「私の雑誌経営」「回顧七十年」を参考にして「雑誌経営50年」を著しており、数々のエピソードが盛り込まれている。
ひとつ紹介すると、実業之世界の頃の話で「野依君は、主筆に桑島を連れてき、白柳秀湖を招聘して、編集長にした。私は一記者に格下げされてしまった。私は、ジッと辛抱した。私は、精神修業につとめ、一つの悟りをひらいた。”よその人をうらやんではならない。人は人、我は我“それ以来、私は人をうらやむ気持ちがなくなった。これが、以後五十数年におよぶ私の処世に大いに役立った。」と述懐している。
50周年祝賀記念パーティは5月20，21日の両日、会社の新館8，9階で行われた。田中角栄,松永安左エ門、永野重雄、鮎川義介、藤山愛一郎、加藤清二郎、松下幸之助などの財界人が祝賀を述べた。

### 趣味
趣味は多彩であった。将棋、野球、相撲、ボクシングに熱心だった。小唄、踊り、歌舞伎、新劇、歌劇、そして人間が好きだった。
若い頃、郷里新潟で芝居小屋に通った。以来芝居見学にかけてはかなりの年季がはいっていて、著書「人間学」のなかに、芝居の思い出、芝居と私などの随筆を書いている。
将棋を指すのが好きで、交詢社の将棋会にもよく顔を出した。師匠は大崎熊雄八段、溝呂木光治八段で、石山は参段の実力だった。時事新報と大阪新聞に戦後6年間将棋観戦記を連載した。読売新聞の将棋欄に鉄仮面の名で、将棋観戦記を書いた。これが評判になり、将棋界の世話は至れり尽せりだったという。木村義雄名人とは長い付き合いで、戦後、「将棋連盟の復興に,石山さんには莫大な恩顧がある」と木村名人は述懐している。
1932年（昭和7年）、武藤山治が時事新報の経営を引き受けた時、石山は重役として参画した。武藤は先年、鐘紡を発展させた経営者で慶應義塾大学の大先輩としてつねに師事していた。武藤の持論である労働問題解決法、軍人優遇論、政治一新論などダイヤモンド社から出版している。時事新報は慶應義塾大学の伝統を継ぐ名門紙であり、石山もできる限りのことをした。が、不幸にも武藤が凶弾に倒れ、素志はついえたが、あとあとまで、当時の記者同人の面倒をみた。

### 逝去
晩年の石山は帯状疱疹にかかり、3年半病院と自宅を行ったり来たりした。
1964年（昭和39年）、7月のある会合で石山は倒れた。すぐに警察病院に再入院したが、意識がもどらず2週間が経過した。「会社へ行く」という言葉が最後だった。同年7月23日、石山は天寿を全うし、82年の生涯を終えた。死没直前の同年7月17日、勲三等に叙され、旭日中綬章を受章し、没後の同月28日、特旨を以て位記を追賜され、死没日付をもって従四位に叙された。墓所は台東区寛永寺。
葬儀の際、寿像を贈呈した福田赳夫は「黒い戦闘帽に白い学生カバンを肩にかけ巻脚絆姿でこの会議に精勤されたキビキビと若々しい姿だった。会議では終始寡黙の方でしたが、時折発せられる寸言尺句の鋭さがあった。先生が経済眼で秀でた見識をお持ちということと、奥底には深い社会正義観と熱烈な祖国愛の精神がかくされていると見てとった。晩年指導に預かったが、寡黙の先生がときにもらされる短いお言葉は千金の重みをもって、私に迫るものがありました。」と弔辞を述べている。

## 賞歴
- 菊池寛賞
 1955年（昭和30年）、第3回菊池寛賞を受けた。菊池寛賞は文芸春秋社が出す民間の文化勲章ともいうべきものである。表彰を受けた理由は「雑誌経営、並びに編集者として、一貫変わらざる精進」である。  石山の受賞の対象となったものは、著作「アメリカ印象記」であると言われている。
- 藍綬褒章、紺綬褒章
1962年（昭和37年）12月、石山賢吉は文部大臣より藍綬褒章を授与された。受章の理由は、「多年経済図書の出版事業に従事し、実務知識の普及に努め、よく産業教育の発展に寄与した」ということだった。3月にはすでに紺綬褒章をうけている。

## 著作
- 『回顧七十年』
- 『雑誌経営五十年』
- 『決算報告の見方』など30数冊。

## 伝記
- 佐藤彰宣『石山賢吉の決算　ダイヤモンドの政治はあるか』創元社「近代日本メディア議員列伝」、2024年